# Turó de Cal Ponç
El Turó de Cal Ponç és una muntanya de 589 metres que es troba al municipi de Gaià, a la comarca catalana del Bages.
Al cim podem trobar-hi un vèrtex geodèsic (referència 284101001).